# Morgen gehört uns
Morgen gehört uns (Originaltitel Demain est à nous) ist ein Dokumentarfilm von Gilles de Maistre, der im September 2019 in die französischen Kinos kam. In acht Porträts zeigt der Film, wie Kinder auf der ganzen Welt als Teil einer neuen Generation etwas gegen den Klimawandel, soziale Ungerechtigkeit und Gewalt in all ihren Formen tun.

## Inhalt / porträtierte Kinder

### Aufbau
Der Film zeigt in acht Porträts, wie Kinder trotz ihres jungen Alters mit ihren Ideen sehr erfolgreich sind. Dabei kämpfen sie auf der ganzen Welt als Teil einer neuen Generation gegen den Klimawandel, soziale Ungerechtigkeit und Gewalt in all ihren Formen.

### José Adolfo aus Peru
Bereits im Alter von sieben Jahren gründete José Adolfo aus Peru eine Bank für Kinder. Der im Film bereits 13-jährige José gewann im Jahr 2018 den Children‘s Climate Prize in Stockholm. Es handelt sich um eine Umweltbank, die er in seiner Heimatstadt gründete. Hierbei können Kinder Konten eröffnen, indem sie wiederverwertbaren Müll wie Plastikflaschen oder Altpapier einsammeln, der verkauft wird. Das Geld kommt ihnen selbst zugute. Wer ein Konto eröffnen will, braucht sechs Kilo Papier und zwei peruanische Soles. Zudem gibt es einen Öko-Laden, in dem Essen, Schulbedarf und Haushaltswaren gekauft werden können.

### Aïssatou aus Guinea
Aïssatou aus Guinea kämpft für die anderen jungen Mädchen in ihrem Umfeld gegen Zwangsehen. Wenn sie von solchen geplanten illegalen Eheschließungen erfährt, schnappt sie sich ein paar Polizisten und verhindert diese. Die 12-Jährige betreibt zudem Aufklärungsarbeit und fordert auf der Straße, die Menschen sollen es nicht zulassen, dass man minderjährige Mädchen gegen ihren Willen verheiratet und spricht Sätze in ihr Mikrofon wie „Bitte, Tanten und Schwestern, gebt uns nicht weg! Verheiratet uns Mädchen nicht!“

### Arthur aus Frankreich
Um obdachlosen Menschen in seiner Heimatstadt in Frankreich eine Grundversorgung zukommen zu lassen, verkauft der zehnjährige Arthur seit Jahren selbstgemalte Bilder. Wenn der Junge den Obdachlosen in der Kleinstadt im direkten Kontakt Decken oder Essen zukommen lässt, wie einem Clochard aus Rumänien ein Baguette, zeigen diese sich dankbar und gerührt. Im Gegensatz zu seinem Vater zeigt sich Arthur davon überzeugt: „Wir können den Schmerz der Menschen lindern und ihn in Freude verwandeln.“

### Heena aus Indien
Die in Indien lebende Heena schreibt für ein Magazin, das von Kindern, die auf den Straßen Neu Delhis leben, gemacht wird. Heena setzt sich gegen Kinderarbeit und für das Recht auf Schulbildung ein.

### Jocelyn, Peter und Kevin aus Bolivien
Das Problem der Kinderarbeit ist in Bolivien groß und beinahe selbstverständlich. Die Armut der Familien führt dazu, dass viele Kinder im Bergbau oder in der Industrie arbeiten müssen, um ihre Familien mitzuernähren. Eine Kindergewerkschaft, der auch Jocelyn, Peter und Kevin angehören, versucht die Rechte der Kinder zu verbessern und für sie bessere Arbeitsbedingungen zu erstreiten.

## Produktion
„Jeder kann etwas tun – ob mit kleinen und großen Talenten – und Probleme lösen.“

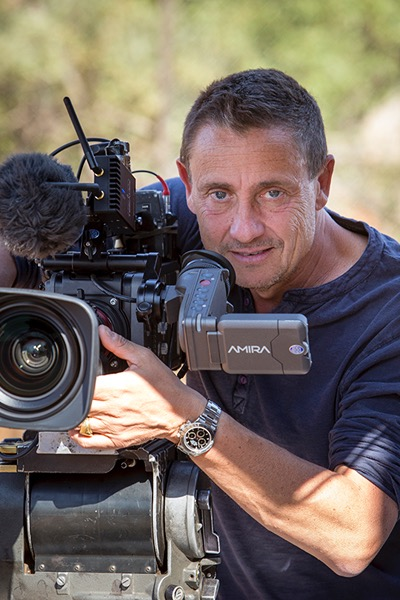
Regisseur Gilles de Maistre

Regie führte Gilles de Maistre. Das Drehbuch schrieb seine Ehefrau Prune de Maistre. Ihr Ehemann hatte bereits ihren Debütroman Mia und der weiße Löwe verfilmt. Insbesondere als die Szene gedreht wurde, in der Arthur einem Obdachlosen ein Baguette anbietet, habe ihn das tief berührt, sagt Gilles de Maistre. Das Verlangen, die Gegenwart nicht einfach hinzunehmen wie sie ist, hatte den Dokumentarfilmer beeindruckt, und er hält Morgen gehört uns für seine bislang wichtigste Arbeit. Sie hatten den Film zum Beispiel in der Kleinstadt Les Sables de Logne im Südwesten von Frankreich vor etwa 1000 Kindern gezeigt und diskutiert. Am nächsten Tag hatten die Kinder eine Art Volksküche für Obdachlose veranstaltet und Essen ausgegeben, weil sie es Arthur gleichtun wollten. De Maistre ist überzeugt, dass jeder etwas tun kann und fordert die Zuschauer des Films auf, nicht zu warten, bis die Politiker Probleme auf der Welt, wie Hunger oder Obdachlosigkeit, lösen. „Ich will, dass auch meine eigenen und alle anderen Kinder sehen, was der Film zeigt: Jeder kann etwas tun – ob mit kleinen und großen Talenten – und Probleme lösen. Millionen Menschen, die jeweils etwas Kleines machen, werden die Welt verändern.“
Der Film kam am 25. September 2019 in die französischen Kinos. Im Oktober 2020 wurde er beim Festa del Cinema di Roma gezeigt und hiernach bei den Französischen Filmtagen Tübingen-Stuttgart. Am 11. Februar 2021 sollte der Film ursprünglich in die deutschen Kinos kommen, aufgrund des anhaltenden Lockdowns im Zuge der Corona-Pandemie gibt es jedoch aktuell keinen deutschen Starttermin.

## Rezeption

### Einsatz in der Bildung
In Deutschland bietet Vision Kino pädagogisches Begleitmaterial zu dem Film. Er wird zudem von der Initiative Schulklassen als Video-on-Demand zur Verfügung gestellt und für die Schulkinowochen empfohlen, so in Thüringen und Berlin. In Österreich ist der Film in dem vom Verleih Filmladen initiierten Projekt „Kino macht Schule“ vertreten.

### Kritiken
Gaby Sikorski, Filmkorrespondentin der Gilde deutscher Filmkunsttheater, schreibt, Gilles de Maistre zeige alle seine Protagonisten in leuchtendstem Licht, und Schwierigkeiten und Probleme bei der Durchsetzung ihrer Projekte scheine es nicht zu geben. Was Aïssatou und ihren Kampf für Frauen und Mädchen in Guinea betrifft, würde man sich ebenso wünschen, mehr zu erfahren wie über die Kindergewerkschaft in Bolivien, so Sikorski. Wie sich diese Kinder durchsetzen und sich für die Interessen anderer einsetzen, sei unfassbar, und sie machten Mut und stimmten optimistisch, was die Zukunft betrifft.